# فالكم واتش
فالكم واتش هو نظام إلكتروني للتحليل المالي دُشّن في سنة 2007 فالكم للخدمات المالية، وهو يوفر للمستثمرين في سوق الأسهم السعودية مجموعة من أدوات تحليل الاستثمار بالسوق المالية لإدارة عمليات التنبؤ والمراقبة لأداء الاسهم الكلي والمدعوم بحزمة من المعلومات الاستثمارية والرسوم البيانية التي يوفرها الموقع.

## روابط خارجية
- الموقع الرسمي